# Resch (Familienname)
Resch ist ein deutscher Familienname.

## Namensträger

### A
- Alexander Resch (* 1979), deutscher Rennrodler
- Alfred Resch (1890–nach 1956), deutscher Jurist, Präsident des Oberlandesgerichts München
- Aloys Resch (1779–1863), königlich Bayerischer Beamter, Jurist, Historiker und Kunsthistoriker
- Andreas Resch (Theologe) (* 1934), italienischer Ordensgeistlicher, Theologe, Psychologe und Paranormologe
- Andreas Resch (Manager) (* 1953), deutscher Manager
- Andreas Resch (Historiker) (* 1962), österreichischer Wirtschaftshistoriker
- Andreas Resch (Illustrator), österreichischer Spieleillustrator und Fotograf

### C
- Clara Resch (* 1995), deutsche Politikerin (Bündnis 90/Die Grünen)

### D
- Daniel Resch (* 1984), österreichischer Politiker (ÖVP)

### E
- Ernst Resch (1807–1864), deutscher Maler
- Erwin Resch (* 1961), österreichischer Skirennläufer

### F
- Franz Resch (Politiker) (* 1931), österreichischer Politiker (SPÖ) und Beamter
- Franz Resch (Mediziner) (* 1953), österreichischer Psychiater
- Franz Resch (Fußballspieler) (* 1969), österreichischer Fußballspieler und -trainer

### G
- Georg Resch (1577–1634), deutscher Geistlicher, Bischof in Philadelphia, siehe Georg Rösch (Bischof)
- Georg Resch (1892–1952), österreichischer Politiker (ÖVP)
- Georg Siegmund Resch († 1766), deutscher Maler und Kupferstecher, siehe Georg Siegmund Rösch
- Gerald Resch (* 1975), österreichischer Komponist
- Glenn Resch (* 1948), US-amerikanisch-kanadischer Eishockeytorhüter
- Gustav Resch (1926–2004), österreichischer Dichter

### H
- Hans Resch (* 1930), deutscher Fußballspieler
- Hans-Dieter Resch (1932–2022), deutscher Komponist und Dirigent
- Helene Lincke-Resch (1838–1914), deutsche Schriftstellerin
- Helmuth Resch (* 1933), österreichischer Fechter, sowie Holzforscher und Hochschullehrer
- Hugo Resch (1925–1994), deutscher Sprachforscher

### I
- Ingo Resch (1939–2020), deutscher Verleger
- Ingrid Resch (* 1936), deutsche Schauspielerin

### J
- Jakob Resch, deutscher Bobfahrer
- Johann Resch (Politiker, 1812) (1812–1880), deutscher Politiker, MdL Bayern
- Johann Resch (Politiker, 1890) (1890–1960), österreichischer Politiker (SPÖ), Wiener Landtagsabgeordneter
- Johann Resch (Politiker, 1891) (1891–1961), österreichischer Politiker (ÖVP), Steiermärkischer Landtagsabgeordneter
- Jörg Resch (1501–1565), österreichischer Regierungsbeamter und Schriftsteller, siehe Georg Rösch von Geroldshausen
- Josef Resch (1880–1939), österreichischer Politiker
- Joseph Resch (Historiker) (1716–1782), Tiroler Priester, Professor und Historiker
- Joseph Resch (Maler) (1819–1901), deutscher Maler
- Jürgen Resch (* 1961), deutscher Umweltlobbyist
- Jutta Resch-Treuwerth (1941–2015), deutsche Journalistin

### K
- Kati Resch (* 1967), deutsche Juristin und Richterin
- Klaus Resch (Politiker) (* 1938), deutscher Verleger und Politiker (AUD, Bündnis 90/Die Grünen)
- Klaus Resch (Mediziner) (* 1941), deutscher Pharmakologe und Hochschullehrer
- Klemens Resch (* 1989), österreichischer Politiker (FPÖ)

### L
- Leopold Resch (Maler) (1877–1937), österreichischer Maler und Bildhauer
- Leopold Resch (Fußballspieler) (1900–1971), österreichischer Fußballspieler
- Lisa Resch (1908–1949), deutsche Skirennläuferin
- Lukas Resch (* 2000), deutscher Badmintonspieler

### M
- Marcus Resch (* 1965), deutscher Geologe und Politiker (AfD), Landtagsabgeordneter in Hessen
- Martin Resch (1649–1709), österreichischer Ordensgeistlicher, Abt von Kremsmünster
- Max Resch (1932–2011), deutscher Boxer
- Monika Resch (* 1966/1967), deutsches Modell

### N
- Nicole Resch (* 1975), deutsche Juristin und Sportfunktionärin
- Nikolaus Resch (* 1984), österreichischer Regattasegler

### P
- Paul Resch (1786–1849), österreichischer Kirchenmusiker und Komponist
- Peter Resch (1873–1966), Priester und Generalrektor der Pallottiner

### R
- Raimund Resch, österreichischer Skispringer
- Reinhard Resch (Politiker) (* 1955), österreichischer Arzt und Politiker (SPÖ)
- Reinhard Resch (Jurist) (* 1966), österreichischer Rechtswissenschafter und Hochschullehrer
- Roland Resch (Politiker) (* 1951), deutscher Ingenieur, Naturschützer und Politiker
- Roland Resch (Rennfahrer) (* 1984), österreichischer Motorradrennfahrer
- Roman Resch (1922–1976), österreichischer Politiker (SPÖ)
- Rosa Pohnert-Resch (1886–1978), österreichische Gymnasialdirektorin, Germanistin und Autorin
- Rudi Resch (* 1983), italienischer Naturbahnrodler

### S
- Sabine Resch-Pilmes (* 1966), deutsche Kommunikationswissenschaftlerin, Journalistin und Hochschullehrerin
- Sophie Resch (* 1985), österreichische Schauspielerin
- Stephanie Resch (* 1995), österreichische Skirennläuferin

### T
- Tobias Resch (* 1996), österreichischer Schauspieler

### V
- Volkmar Resch (* 1938), deutscher Fußballspieler und -trainer

### W
- Walter Resch (Politiker, 1937) (* 1937), deutscher Politiker (SED) und Gewerkschafter
- Walter Resch (Politiker, 1939) (1939–1995), österreichischer Politiker (SPÖ)
- Walter Sebastian Resch (1889–1962), deutscher Bildhauer
- Wilfried A. Resch (* 1960), österreichischer Schriftsteller
- Wolfgang Resch (* 1990), österreichischer Opernsänger (Bariton)